# We R Are Why
Albums de Autechre
« Tri Repetae »
(1995) « Envane  »
(1997)
We R Are Why / Are Y Are We? est un EP du groupe anglais de musique électronique Autechre, sorti sur le label Warp Records en 1996. Il a été distribué par courriers et lors de concerts.

## Titres
1. We R Are Why
2. Are Y Are We